# Villers-sur-Meuse
Villers-sur-Meuse ist eine französische Gemeinde mit 284 Einwohnern (Stand: 1. Januar 2022) im Département Meuse in der Region Grand Est (vor 2016 Lothringen). Sie gehört zum Arrondissement Verdun und zum Kanton Dieue-sur-Meuse. 

## Geografie
Villers-sur-Meuse liegt etwa 16 Kilometer südlich des Stadtzentrums von Verdun an der Maas (frz. Meuse). Umgeben wird Villers-sur-Meuse von den Nachbargemeinden Les Monthairons im Westen und Norden, Génicourt-sur-Meuse im Nordosten, Ambly-sur-Meuse im Osten, Tilly-sur-Meuse im Südosten und Süden sowie Récourt-le-Creux im Süden und Südwesten.

## Bevölkerungsentwicklung
| Jahr                       | 1962 | 1968 | 1975 | 1982 | 1990 | 1999 | 2006 | 2019 |
| Einwohner                  | 185  | 199  | 181  | 186  | 230  | 206  | 219  | 306  |
| Quellen: Cassini und INSEE |      |      |      |      |      |      |      |      |

## Sehenswürdigkeiten
- Kirche Saint-Vanne aus dem Jahre 1832

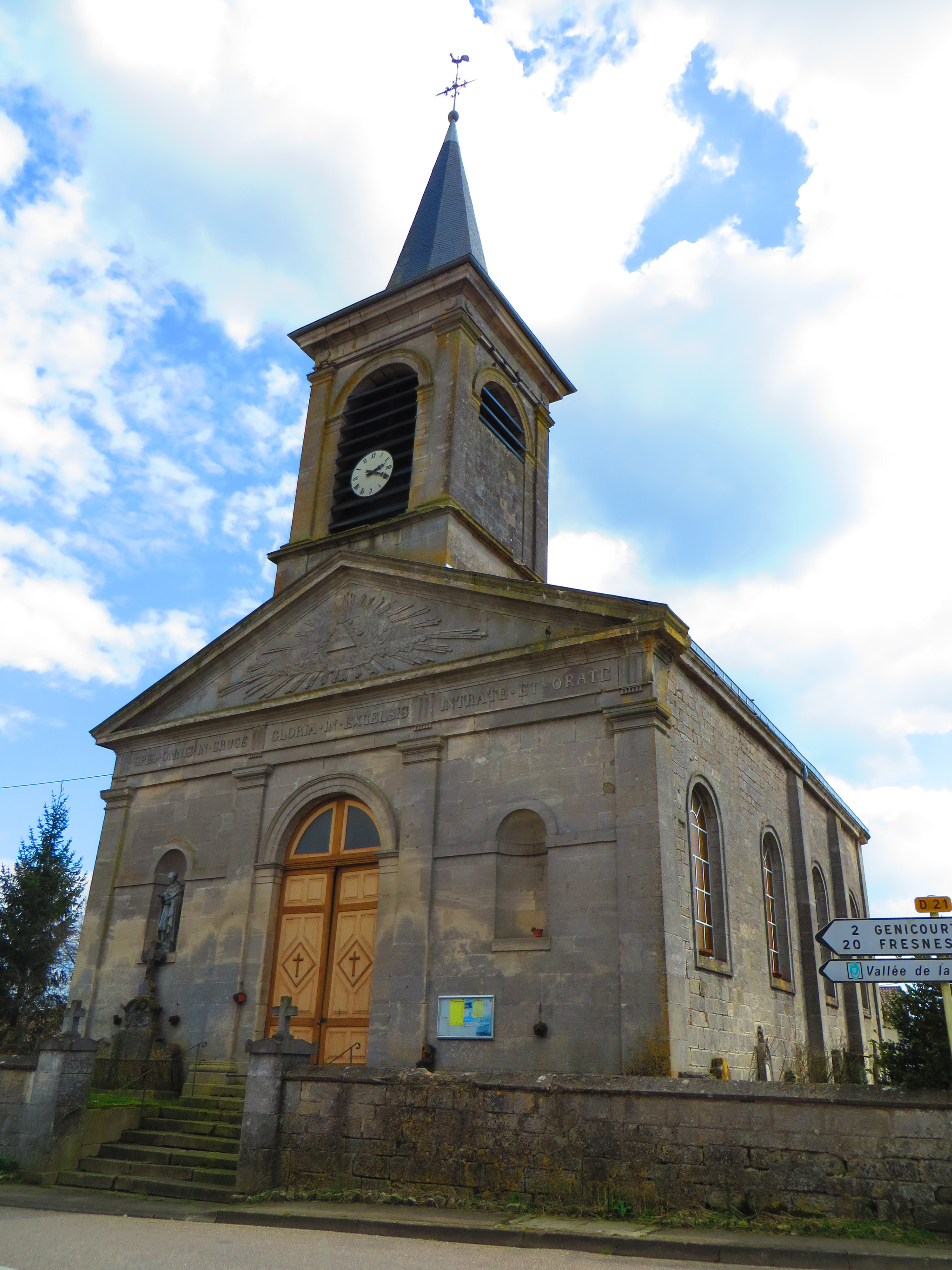
Kirche Saint-Vanne

## Persönlichkeiten
- Jean Charles François de Ladoucette (1772–1848), Politiker und Schriftsteller, 1790 Gemeinderat von Villers-sur-Meuse